# Cyphura
Cyphura is een geslacht van vlinders van de familie Uraniavlinders (Uraniidae), uit de onderfamilie Uraniinae.

## Soorten
- C. albisecta Warren
- C. approximans Swinhoe, 1916
- C. atramentaria Warren
- C. bifasciata Butler, 1879
- C. catenulata Warren, 1902
- C. caudiferaria Boisduval
- C. clarissima Butler
- C. costalis Butler
- C. falka Swinhoe
- C. geminia Cramer
- C. gutturalis Swinhoe, 1916
- C. latimarginata Swinhoe, 1902
- C. maxima Strand
- C. multistrigaria Warren
- C. pardata Warren
- C. phantasma Felder
- C. pieridaria Warren, 1902
- C. semialba Warren
- C. semiobsoleta Warren
- C. subsimilis Warren, 1902
- C. swinhoei Joicey, 1917
- C. urapteroides Joicey